# Édouard Depreux
Pour les articles homonymes, voir Depreux.
Édouard Depreux, né le 31 octobre 1898 à Viesly (Nord) et mort le 16 octobre 1981 à Paris, est un avocat, homme politique et résistant français.
Militant socialiste (SFIO) à partir de 1918, résistant pendant la Seconde Guerre mondiale, il est député et ministre sous la IVe République. Son opposition à la guerre d'Algérie l'amène à quitter la SFIO en 1958 pour fonder le Parti socialiste autonome (PSA), puis le Parti socialiste unifié (PSU) en 1960.

## Biographie

### Jeunesse et études
Édouard Depreux participe aux combats de la Première Guerre mondiale en 1917. Il est gazé et décoré de la Croix de guerre. Il adhère à la SFIO à l'âge de 20 ans. 
Il est élève en classes préparatoires littéraires de 1915 à 1917. Il prépare une licence de philosophie à l'université de Paris. Il suit également des études de droit.

### Parcours professionnel
Il devient avocat. Socialiste influencé par Jean Jaurès et Jean Longuet, il devient conseiller municipal à Sceaux (1935) puis conseiller général de la Seine (de 1938 à 1941). Il exerce les fonctions de directeur de cabinet de Vincent Auriol, ministre de la Justice du Front populaire. Il entre dans la Résistance, milite à Libération-Nord, siège au comité directeur clandestin de la SFIO et participe à la rédaction du Populaire clandestin.
À la Libération, il est maire de Sceaux, mandat qu'il occupe jusqu'en 1959, et membre de l'Assemblée consultative provisoire. Il est élu député en 1945 et siège au Parlement jusqu'en 1958. Par deux fois, il préside le groupe parlementaire socialiste de l'Assemblée nationale.
Ministre de l'Intérieur de juin 1946 à novembre 1947, il rend public le complot d’extrême droite dit du plan Bleu visant à renverser la IVe République, le 30 juin 1947. Surtout, c'est sous son autorité qu'est préparé et déposé, le 24 septembre 1946, le projet de loi gouvernemental « portant statut organique de l'Algérie » qui sera adopté en 1947.
Après la proclamation en 1948 de l'État d'Israël, il s'oppose à la reconnaissance immédiate de ce dernier (en) par la France, déclarant en Conseil des ministres : « la France, puissance musulmane, doit s'en tenir à une position prudente ». Il se demande néanmoins si la non-reconnaissance ne pourrait pas mettre à terme la France en porte-à-faux vis-à-vis des Juifs, des États-Unis et de l'Union soviétique. La reconnaissance d'Israël par le gouvernement français intervient en 1949 alors qu'il n'en fait déjà plus partie. 
Hostile à la CED et anticolonialiste, il prend ses distances avec la SFIO qu'il quitte définitivement en 1958. Il s'oppose à de Gaulle lors du vote d'investiture du 1er juin 1958. Il participe à la création du Parti socialiste autonome (PSA) et fait partie du bureau national du cartel de l'Union des forces démocratiques (UFD), mis sur pieds pour les législatives de novembre 1958. Non élu, il devient ensuite secrétaire national du Parti socialiste unifié (PSU) de 1960 à 1967, qui succède au PSA en s'unissant avec d'autres groupes de la Deuxième Gauche.

## Distinctions
- Croix de guerre 1914–1918
- Médaille de la Résistance française avec rosette (décret du 16 juin 1946)[5]

## Fonctions gouvernementales
- Ministre de l'Intérieur du gouvernement Georges Bidault (1) du 24 juin au 16 décembre 1946
- Ministre de l'Intérieur du gouvernement Léon Blum (3) du 16 décembre 1946 au 22 janvier 1947
- Ministre de l'Intérieur du gouvernement Paul Ramadier (1) du 22 janvier au 22 octobre 1947
- Ministre de l'Intérieur du gouvernement Paul Ramadier (2) du 22 octobre au 24 novembre 1947[note 1]
- Ministre de l'Éducation nationale du gouvernement Robert Schuman (1) du 12 février au 26 juillet 1948

## Publications
Il est l'auteur des ouvrages suivants :
- Renouvellement du socialisme, préface de Pierre Mendès France, Calmann-Lévy, 1960 ;
- La nouvelle Chine et son héritage, Éditions du Burin, 1967 ;
- Souvenirs d'un militant : cinquante ans de lutte, de la social-démocratie au socialisme (1918-1968), Fayard, 1972 ;
- Servitude et grandeur du PSU, Éditions Syros, 1974 ;
- Comment j'ai pu, en décembre 1941, sous l'occupation nazie, dire non à Pétain et à Hitler, Presses de l'Atelier Graphique, Reims, 1979.

## Sources
- Les papiers personnels de Édouard Depreux sont conservés aux Archives nationales sous la cote 456AP Inventaire du fonds 456AP et du supplément Inventaire du supplément.

### Note
1. ↑  À ce titre, il fait voter le Statut de l'Algérie et manifeste une attitude ferme lors des incidents de Marseille.